# Chiesa di San Silvestro (Majano)
La chiesa di San Silvestro si trova a San Salvatore nel comune di Majano (UD), sopra un piccolo colle di fronte al castello.

## Storia
La chiesa è citata per la prima volta nel 1356, anno in cui fu consacrata. L'aspetto attuale risale al XVI secolo, anche se ci furono numerosi rifacimenti successivi. La sacrestia e il portico antistante sono probabilmente aggiunte del XIX secolo.

### Dalle origini ai Waldsee
Le prime testimonianze di lungo di culto sopra la collinetta della chiesa, risalgono ai scoli 6° e 7° quando venne costruita, ad opera dei Longobardi, una necropoli attorniata da una fortificazione nota, già in quel tempo, con il nome di San Salvatore. Dopo la cacciata dei Longobardi ad opera di Carlo Magno, la necropoli cadde in uno stato di deperimento che proseguì fino al XIII secolo, quando i conti di Colloredo-Mels (La Famiglia Waldsee, per l'appunto) si interessarono alla piccola fortificazione e decisero di rifondarla. Di questa decisione si trova traccia scritta nel 1275 nel “Glossarium” di Antonino di Prampero, personalità spiccante della famiglia magnanese sopra citata.

### Dai Waldsee al Rinascimento
La borgata venne totalmente ricostruita, rasa al suolo la necropoli e costruita una chiesa dedicata al San Silvestro che venne consacrata, come si può apprendere dall'archivio del marchese Paolo di Colloredo, nel 1356. Venne subito impreziosita di suppellettili e arricchita grazie alle numerose offerte e donazioni terriere fatte da chi era prossimo “all'ultimo viaggio” che, facendo questo, sperava di ottenere l'indulgenza plenaria per i propri peccati. La chiesetta, al tempo, era gestita dalla confraternita delle Sante Maria ed Elena, con sede nella parrocchiale di Mels. Questa compilava regolarmente un registro, denominato Necrologio, dal quale si ottiene la maggior parte delle informazioni storiche sulla chiesetta.
Dal XVI secolo in poi, si poté assistere ad un grandissimo processo di abbattimento e ricostruzione di chiese e cappelle votive, secondo i nuovi stili artistico-strutturali. La chiesetta del borgo fu ricostruita tra il 1560 e il 1575.

### La struttura della chiesa, il ciclo di affreschi dell'Urbanis ed altre opere
La cinquecentesca chiesa silvestriana può essere scomposta in 4 parti: il fronte dell'edificio, l'aula atta ad ospitare i fedeli presenti alle Celebrazioni, il presbiterio con volta a crociera. La sagrestia fu aggiunta nel XVIII secolo. La chiesa ospita, inoltre, un ciclo di affreschi di Giulio Urbanis, pittore sandanielese molto attivo nel periodo di fine Cinquecento. Il ciclo presente nella chiesetta rappresenta una delle opere meglio conservate dell'Urbanis, insieme ai cicli affrescali di altre 5 chiese friulane (Pieve di Illegio, Pieve di San Pietro in Carnia, Valle-Rivalpo di Arta Terme, Fresis di Enemonzo, Dierico). Scomponendo il ciclo (come è possibile osservare dallo schema semplificato sottostante), si può distinguere il soffitto del presbiterio e l'arco. Quest'ultimo è decorato con 6 ovali contenenti il busto di 6 sante che, lette da sinistra verso destra sono: Santa Fosca, Sant'Orsola, Santa Caterina, Santa Margherita, Sant'Apollonia e Santa Lucia. Passando al soffitto del presbiterio, si può notare che questo è suddiviso in 4 vele, ciascuna adornata con un ovale al centro e ai lati, in basso, due cerchi. Cominciando a leggere le vele da quella più vicina all'arco citato precedentemente, si può osservare nell'ovale San Matteo e San Gerolamo, nei cerchi un profeta anziano (a sinistra) e Santo Stefano (a destra). Procedendo la lettura verso sinistra, si osservano San Marco e Sant'Agostino (ovale), un santo (cerchio sinistro) e un profeta giovane (cerchio destro). La terza vela rappresenta San Luca e Sant'Ambrogio (ovale), San Lorenzo (cerchio destro) e il profeta Aggeo (cerchio sinistro). L'ultima vela illustra San Giovanni e papa Gregorio I (ovale), San Valentino (cerchio sinistro) e il profeta Amos (cerchio destro). All'incrocio delle quattro volte vi è una stella e 4 teste d'angelo.
Altra opera di importante fattura, è rappresentata dall'olio su tavola di Eugenio Pini, del 1654. Al centro della scena vi è il Redentore con la croce in mano mentre ai suoi lati, inginocchiati, San Silvestro e San Giovanni Battista. Sullo sfondo si vede un paesaggio identificabile con la vicina Buja. L'opera originale del Pini venne spostata, nel 1910, nell'attigua chiesa di Mels e sostituita nella chiesetta con un'opera similare del pittore Lendaro. Altra opera è la pietra sorreggente l'altare della chiesa, scolpita da Franco Maschio. Rappresenta il volto del Signore tenente in braccio il paesino di San Salvatore, in segno di protezione. 

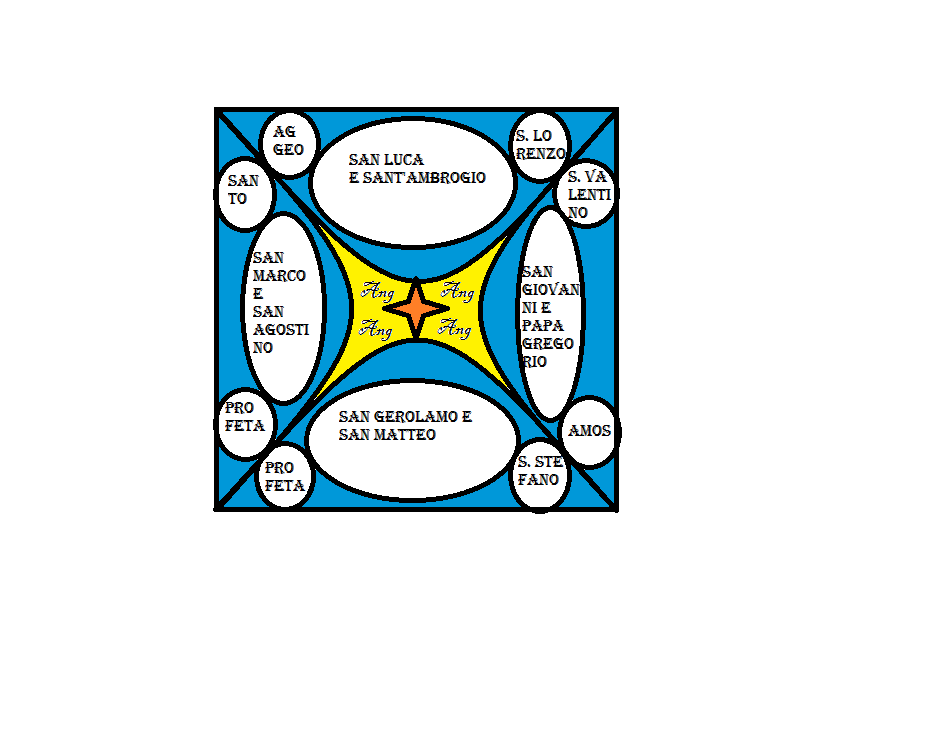

### Visite pastorali e feste della borgata
Si hanno notizie di molteplici visite pastorali. La prima è del 26 luglio 1595 per la benedizione degli affreschi. La seconda è del 17 luglio 1626 e la terza del 27 agosto 1688 per benedire alcuni lavori eseguiti. Del 1688, inoltre, è il documento che attesta la celebrazione della consacrazione della chiesetta (da fare la 3ª domenica di maggio), delle Rogazioni maggiori del 25 aprile e delle Rogazioni minori, fatte nei 3 giorni precedenti la Sense (l'Ascensione). Dal 1685 venne istituita la solenne processione del Corpus Domini e dal 1694 le processioni del 25 maggio (al Santuario di Comerzo) e del 29 giugno alla B. V. delle Grazie in Udine, poi sostituita con una interna alla parrocchia, che si snodava da San Salvatore ad Entesano.

### Dal Barocco ad oggi
Durante il XVII e XVIII secolo si hanno notizie di alcuni restauri alla campana ed al campanile (1705), acquisto di nuove suppellettili (1765), restauri al tetto (1771), fusione di una nuova campana (1776), imbiancamento della chiesa (1794) e la visita pastorale del maggio 1719, in occasione della Festa della Consacrazione. Durante l'Ottocento non si trovano notizie rilevanti, come neppure nel Novecento, eccezion fatta per il 1976, quando la chiesa venne gravemente danneggiata dal terremoto e successivamente ricostruita, restaurata e inaugurata il 31 dicembre 1999.

## Campane
Negli anni la chiesa silvestriana vide passare molte campane sul suo campanile a vela. La prima campana, della quale si ha notizia, venne fusa intorno al 1590, in occasione della visita pastorale del 1595. Nel 1705 venne saldata la campana, incrinatasi. Nel 1776 venne fusa una nuova campana per portare il concerto a 2 campane (?) o rifusa la vecchia campana saldata nel 1705 (?). Del 1918 venne requisita la campana più grande delle due (la più piccola venne, probabilmente, nascosta) che venne poi rifusa nel 1922 dalla fonderia “Francesco Broili” di Udine. Questa campana fu oggetto di grande sgomento in paese poiché 2 paesani si accusarono a vicenda di essersi rubati oggetti da lavoro e cibo, al fine di saldare la somma totale della nuova campana. La cosa fu presa così male che le due persone vennero prima alle mani e poi ai coltelli, fino ad uccidersi. La nuova campana venne inceppata sul campaniletto, insieme alla vecchia piccola (che, nel frattempo, era stata riesumata). Nel 1976 la più piccola rovinò al suolo e andò in frantumi. Venne rifusa l'anno successivo da Clocchiatti in Colugna che elettrificò le campane. Le due campane suonano un Mi (piccola) ed un Re molto calante (Grande).